# Glositis
La glositis es la inflamación aguda o crónica de la lengua. A veces se aplica a la lengua de color rojo carnoso encontradas en ciertos estados de déficit. El cambio es debido a la atrofia de las papilas de la lengua y al adelgazamiento de la mucosa, con exposición a la vascularización subyacente. En algunos casos los cambios atróficos conducen, de hecho, a la inflamación e incluso a ulceraciones superficiales.

## Etiología
Tales anomalías se pueden encontrar en las deficiencias de vitamina B12, riboflavina, niacina o piridoxina. El consumo de alimentos irritativos, pueden lesionar la lengua y favorecer su aparición. A veces se hallan alteraciones similares en la enfermedad celíaca activa (no diagnosticada ni tratada) y en la anemia ferropénica, posiblemente complicadas con deficiencia de una de las vitaminas del grupo B. 
La glositis caracterizada por lesiones ulcerosas (a veces a lo largo de los márgenes laterales de la lengua) también puede guardar relación con dientes cariados irregulares, prótesis dentales mal adaptadas, inmunosupresión y, rara vez, con sífilis, quemaduras por inhalación o ingestión de sustancias químicas corrosivas.

## Cuadro clínico
Se inicia como una pequeña sensación de dolor con ardor y posteriormente la aparición de la lesión, que generalmente es en la región lateral de la lengua, lesión que es pequeña, redondeada y con un tejido de color blanquecino, relacionada con la denudación de la región afectada, enrojecida, inflamada y con dolor exacerbado a los alimentos irritantes y alteraciones en la dinámica de la masticación, porque la lengua lesionada, duele. Hay alteraciones en la emisión de la voz.

## Tratamiento
- Atención por un odontólogo o estomatólogo
- Ácido ascórbico en tabletas
- Polivitaminas orales
- Analgésico oral
- Enjuague con un antiséptico oral
- Consumo de frutas y verduras ricas en vitaminas B y C
- Evitar alimentos condimentados